# Maselheim (Ortschaft)

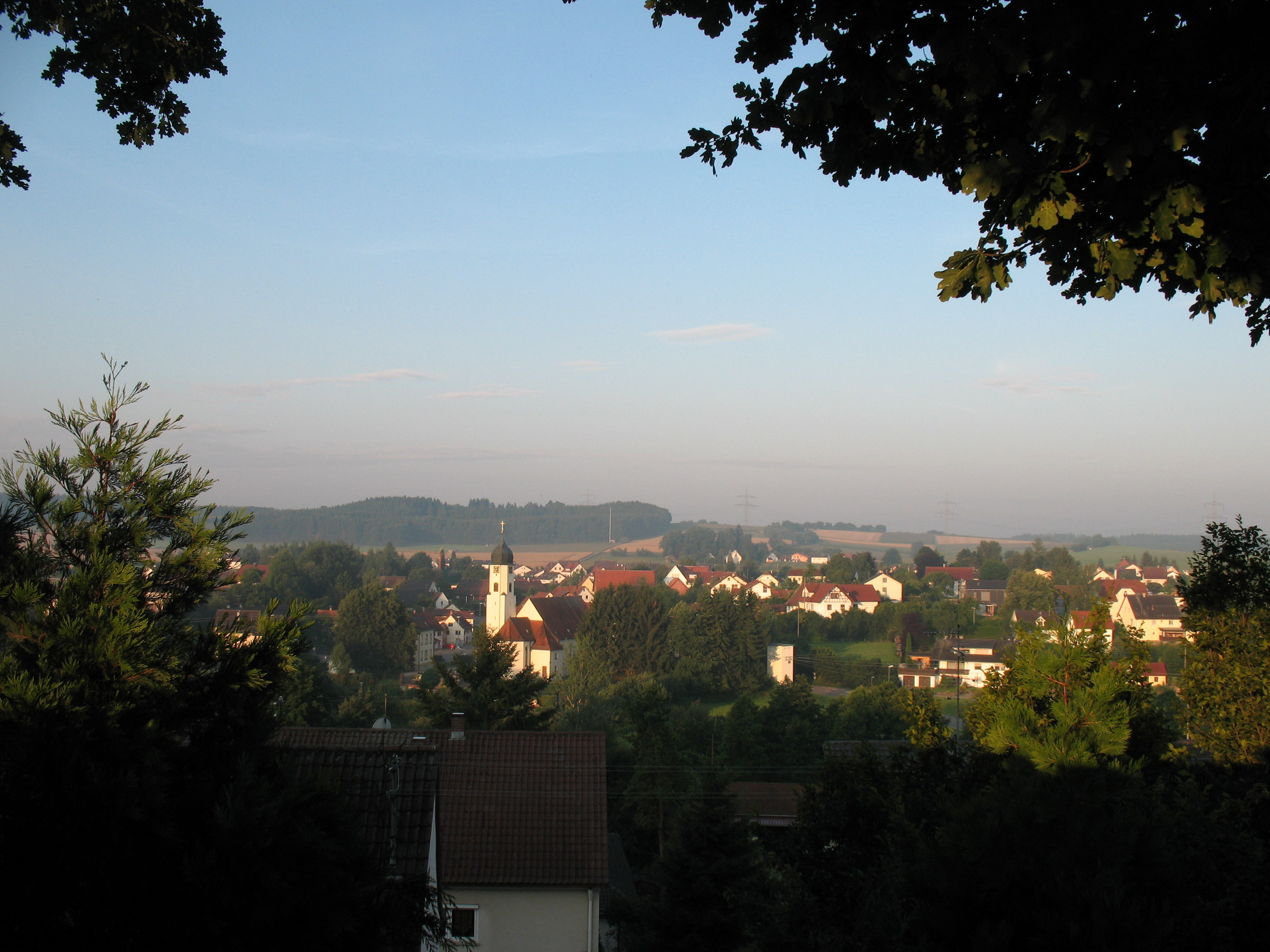
Maselheim

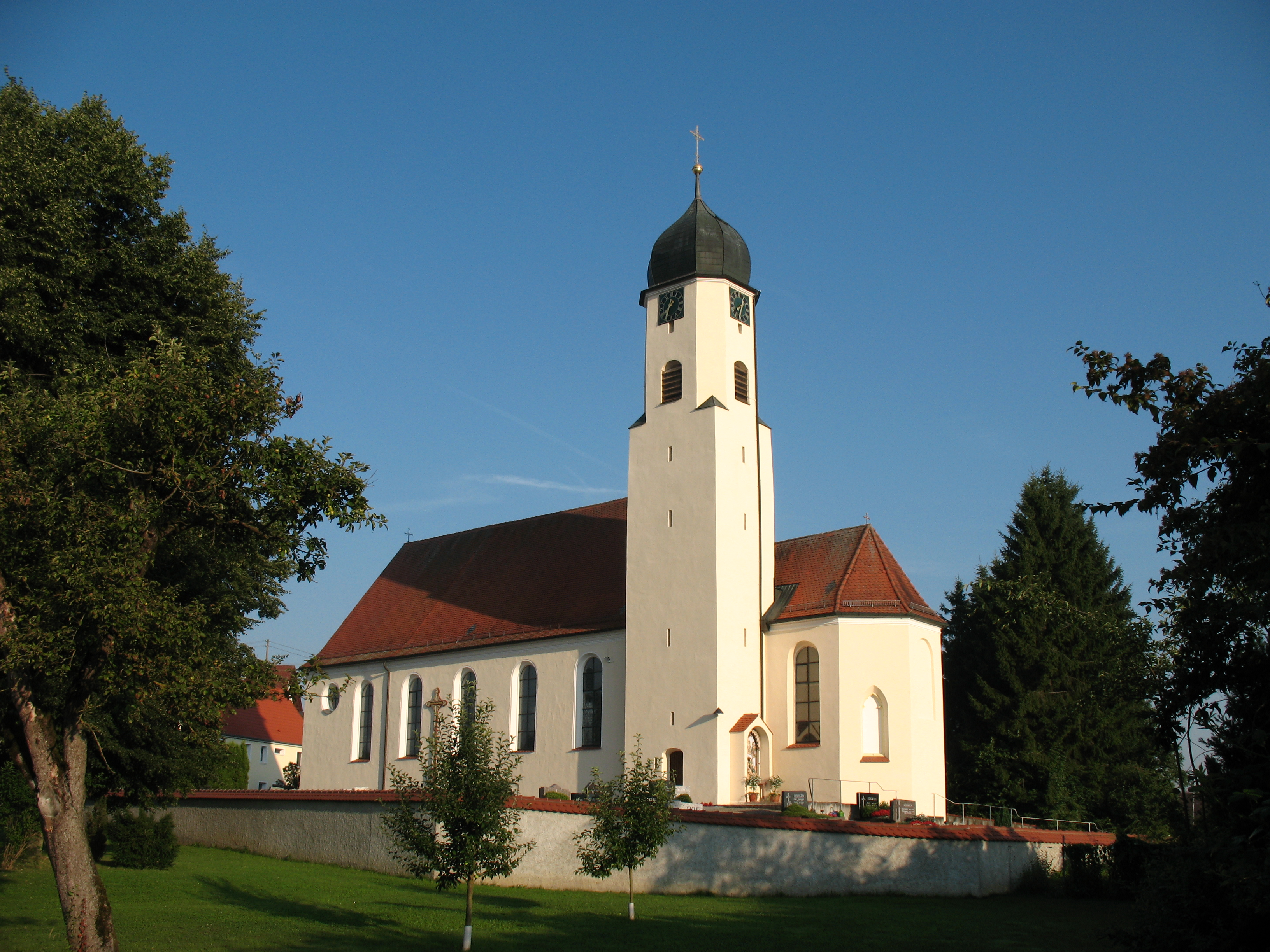
Kirche St. Peter & Paul

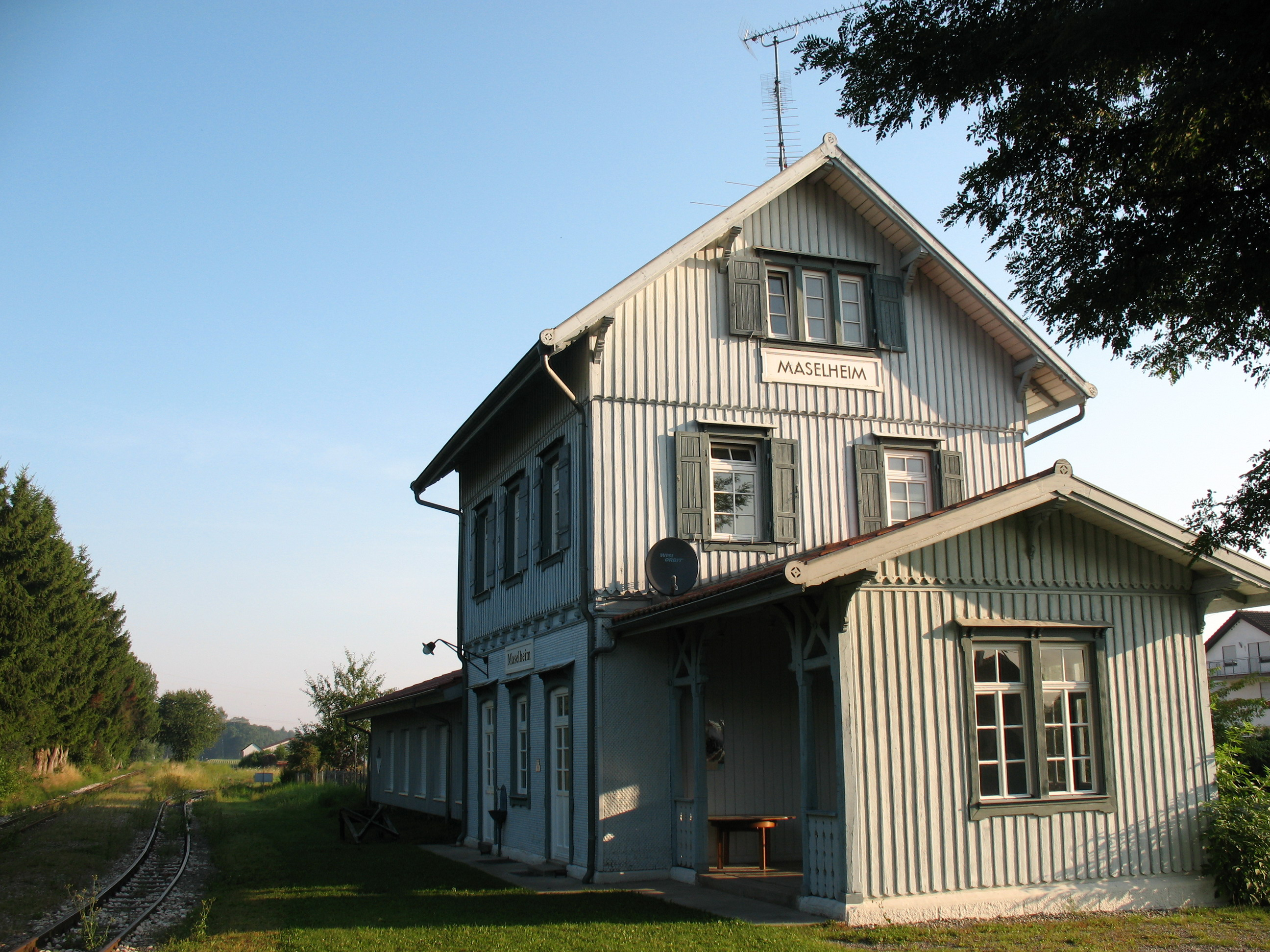
Bahnhof Maselheim

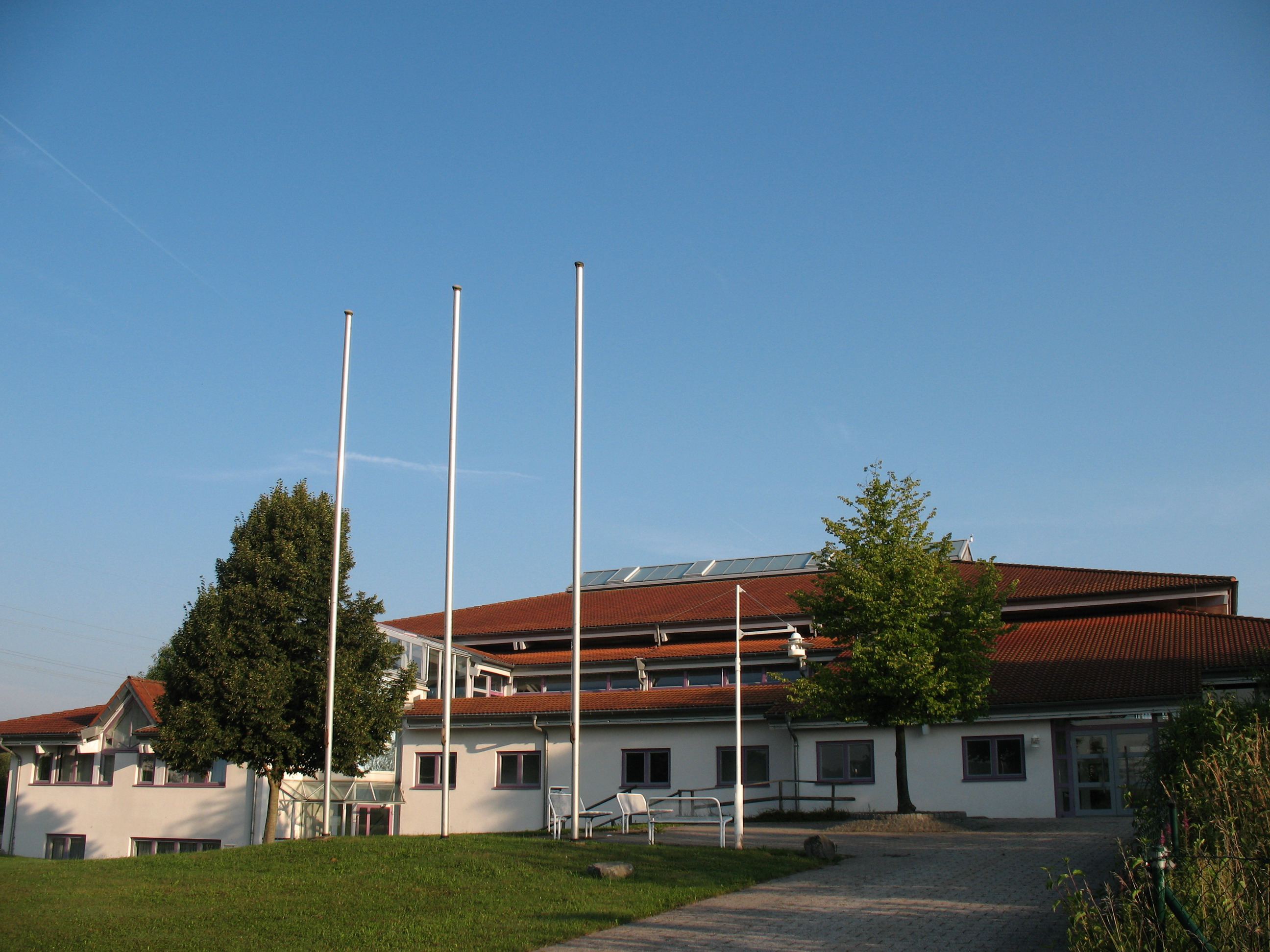
Mehrzweckhalle

Maselheim ist eine Ortschaft im Landkreis Biberach. Sie ist der Hauptort der Gemeinde Maselheim.

## Teilorte
- Luxenweiler
- (Kloster) Heggbach
- Zum Stein

## Wappen
Das Wappen von Maselheim ist weiß und rot geviert, im 2. und 3. Feld befindet sich je ein weißes Kreuz mit Tatzenenden. Es ist mit einem doppelreihig, weiß und rot geschachtelten Schrägbalken belegt.
Das Wappen wurde vom Zisterzienserfrauenkloster Heggbach 1931 in den Farben Blau und Rot übernommen. Auf Empfehlung der Archivdirektion sind die Farben 1955 geändert worden.

## Tourismus

### Sehenswürdigkeiten
- Kirche St. Peter & Paul (Teil der Oberschwäbischen Barockstraße)
- Historischer Bahnhof der Öchsle-Bahn. Dieser stellte im Frühjahr/Sommer 2006 in einem Film über Margarete Steiff den Bahnhof von Giengen dar.
- Kloster Heggbach

### Kulturdenkmäler
- Burg Schlossberg (Heggbach)

### Verkehrswege
- Oberschwäbische Barockstraße
- Öchsle-Bahn
- Öchsle-Radweg

### Regelmäßige Veranstaltungen
- Das Maselheimer Sommerfestival welches jährlich im Mai vom Musikverein Maselheim auf dem Vorplatz der Mehrzweckhalle ausgerichtet wird.

### Sonstiges
- Badeweiher Luxenweiler

## Gewerbe
Im Ortszentrum von Maselheim befinden sich ein größeres Geschäftshaus, welches das Hotel, eine Poststelle, Zahnarzt und eine Bank beherbergt.
Maselheim hat zudem zwei Baufirmen, von denen sich eine auf die Herstellung von Betonfertigteilen spezialisiert hat.
Am Westlichen Ortsrand befindet sich eine Mehrzweckhalle. In dieser findet regelmäßig die Lebensmittel-Messe eines regionalen Lebensmittelgroßhandels statt.
2010 wurde in Maselheim auf Initiative des Gemeinderats die Bürgerenergiegenossenschaft Maselheim gegründet. Diese wurde 2012 mit Warthausen erweitert und auf Bürgerenergiegenossenschaft Riss eG umbenannt.

## Schule
In Maselheim befindet sich eine Grundschule. Die Grundschule ist für Kinder aus Maselheim selbst und den Nachbarorten Laupertshausen und Sulmingen.